# Burg Friedberg (Meilen)

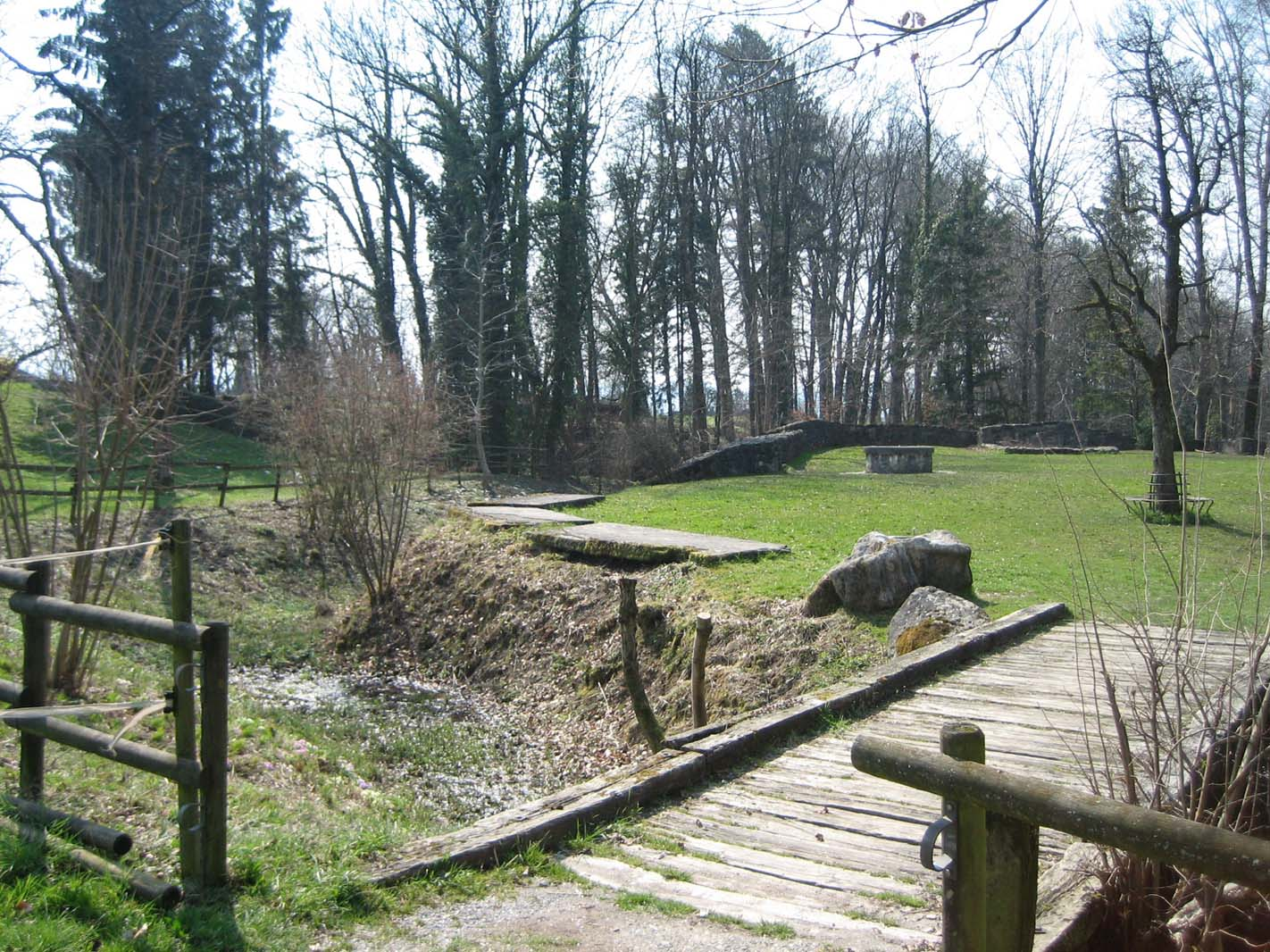
Graben

Die Burg Friedberg ist die Ruine einer Hangburg in der Gemeinde Meilen im Kanton Zürich am Zürichsee in der Schweiz.

## Lage
Die Ruine liegt auf 540 m ü. M. in einer kleinen Senke oberhalb der Gemeinde. Auf der West- und Südseite fällt das Gelände steil in das Tobel des Dorfbaches ab. Im Osten trennte früher ein natürlicher kleiner Graben das Burgplateau vom nahe gelegenen Weiler. Das Plateau war circa fünfzig Meter lang und gegen dreissig Meter breit.

## Anlage
Im Norden ist ein Burggraben teilweise freigelegt worden. Er wurde gegen zehn Meter breit und etwa vier Meter tief aus dem Sandstein herausgehauen und weist fast senkrechte Böschungen auf. Dicke Ablagerungen von Sand und Seekreide weisen darauf hin, dass im Graben das Wasser gestaut wurde.
Zu Beginn des 20. Jahrhunderts wurden Burgbereich und Gräben eingeebnet und landwirtschaftlich genutzt, so dass nur auf der Tobelseite einige Mauerreste erhalten blieben. Anhand von Fundamenten konnte im seeseitigen Teil der Verlauf einer Ringmauer nachgewiesen werden; ihr weiterer Verlauf ist ungewiss. Im Innern der Anlage brachten Grabungen keine Mauerspuren zutage. Ein 28,64 m tiefer Sodbrunnen war bei seiner Entdeckung im Jahr 1976 bis zum Rand mit Schutt gefüllt. Er wurde in Handarbeit ausgegraben, der Brunnenkranz wurde neu aufgemauert.
Zwischen 1976 und 1979 wurden die verschwundenen Mauern wieder freigelegt und ausführliche Grabungen durchgeführt. Neben Ofenkacheln, Topfscherben, Spinnwirteln, Beschlägen und Pfeilspitzen, wie sie auch auf anderen Burganlagen gefunden wurden, wurden hier hölzernes Alltagsgeschirr, gut erhaltene Lederstücke, zwei kupferne kleine Schöpfkessel sowie ein ca. 60 cm langes, krummes Blashorn aus Holz aus der ersten Hälfte des 14. Jahrhunderts gefunden, das als eines der ältesten Blasinstrumente der Schweiz gilt.

## Geschichte
Über die Geschichte der Burg ist nicht viel bekannt. Bodenfunde lassen darauf schliessen, dass sie um 1200 erbaut worden ist. Im 13. Jahrhundert standen grosse Gebiete des rechten Zürichseeufers unter der Verwaltung der Regensberger; 1306 bezeichnete Lütold VII von Regensberg die Friedberg als ‚unsere Burg’. Später verkauften die Regensberger die Friedberg wohl aus finanziellen Gründen an den wohlhabenden Ritter Götz Mülner von Zürich, der sich 1321 Mülner von Friedberg nannte.
Die Häufung von Funden aus der ersten Hälfte des 14. Jahrhunderts lässt darauf schliessen, dass die Burg unter den neuen Herren ausgebaut wurde. Später gaben sie ihren Sitz in Meilen auf und verkauften später auch die Vogteirechte.
Um 1390 kaufte der Stadtzürcher Bürger Jakob Bletscher die Burg; ob er sie jemals bewohnte, ist nicht bekannt. Jedenfalls scheint bereits damals ihr allmählicher Verfall begonnen zu haben. Seit 1593 ist das Burgareal zusammen mit dem benachbarten Gehöft in Privatbesitz.

## Galerie

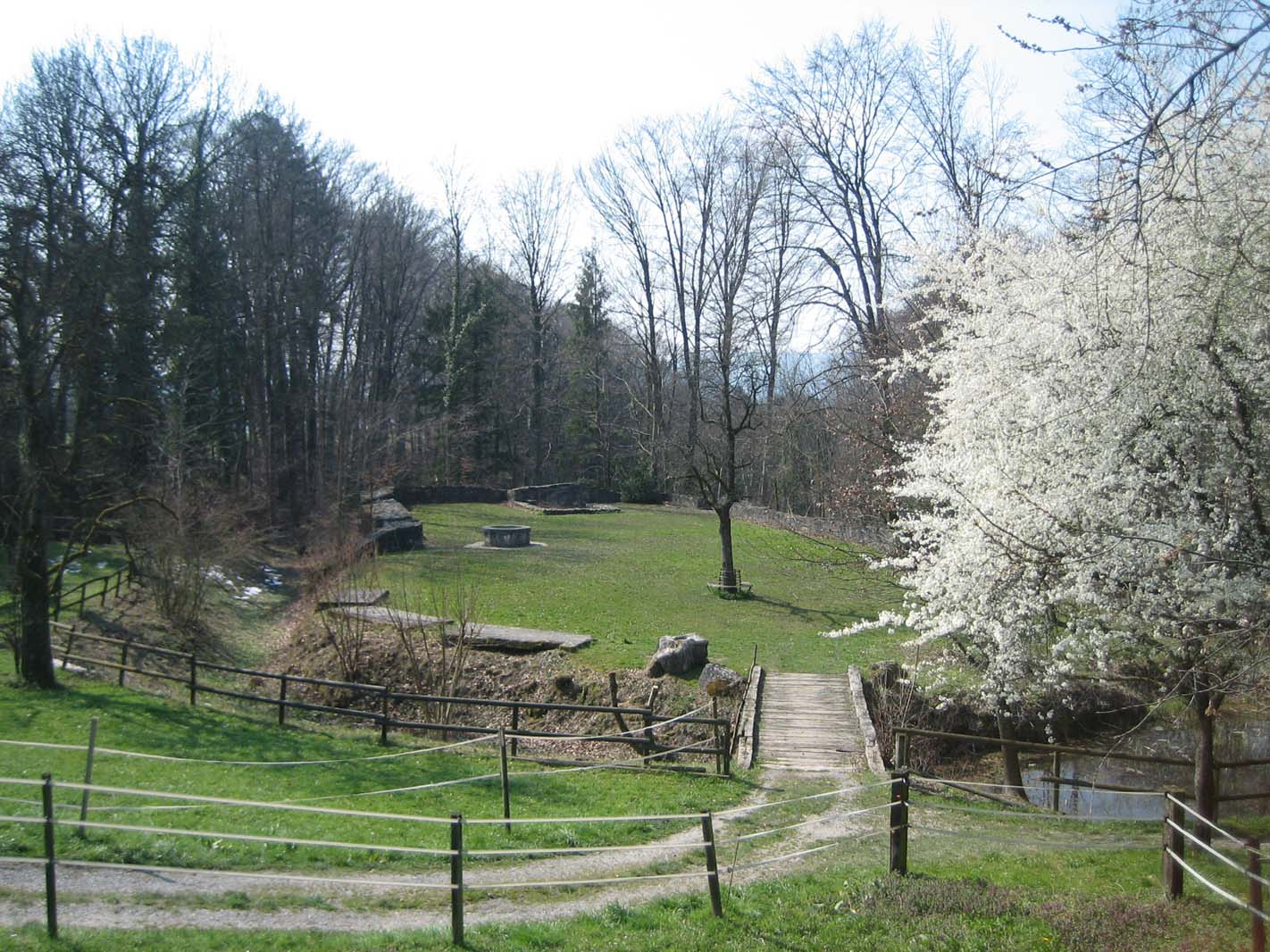
Blick nach Westen
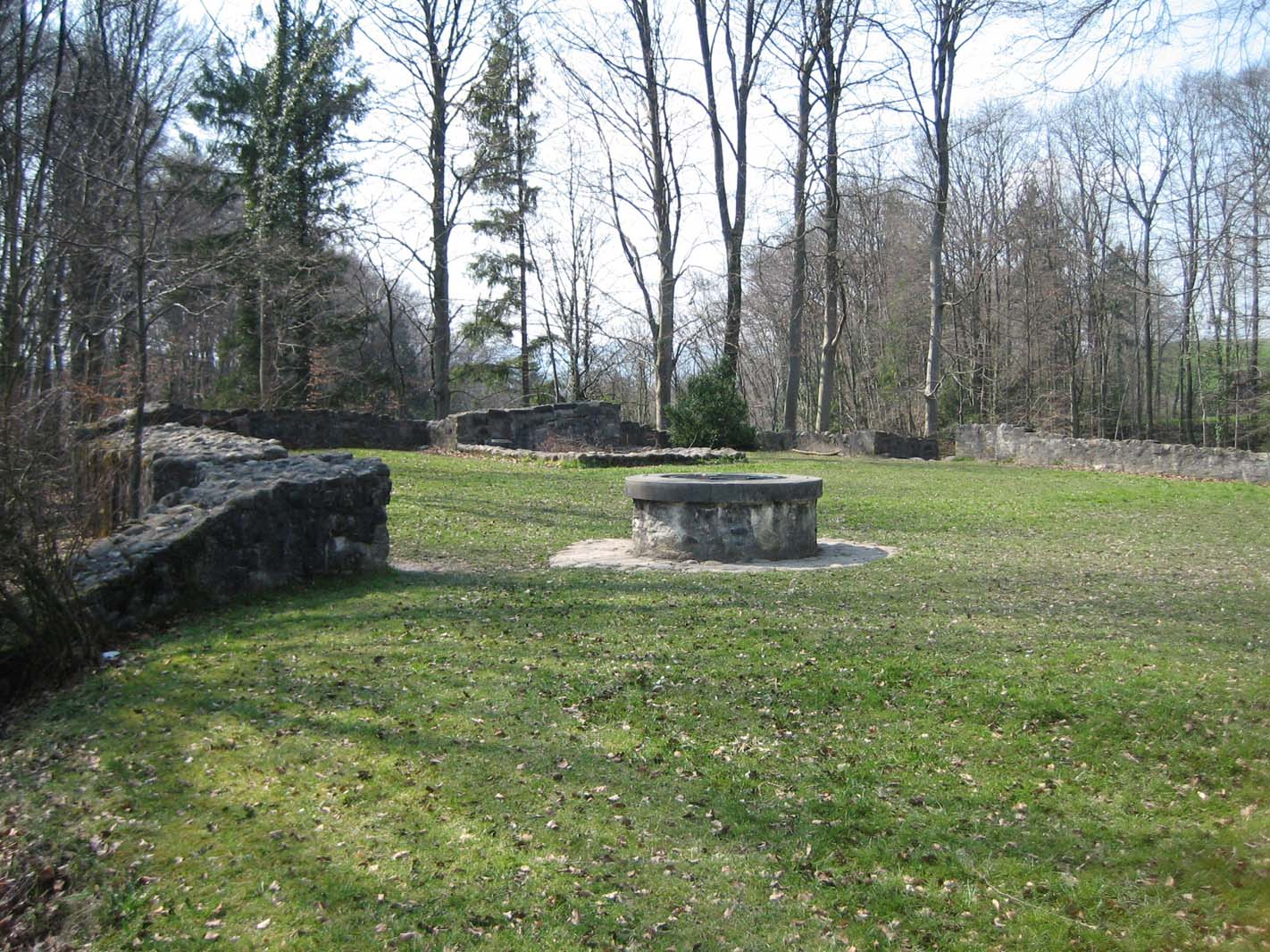
Zisterne
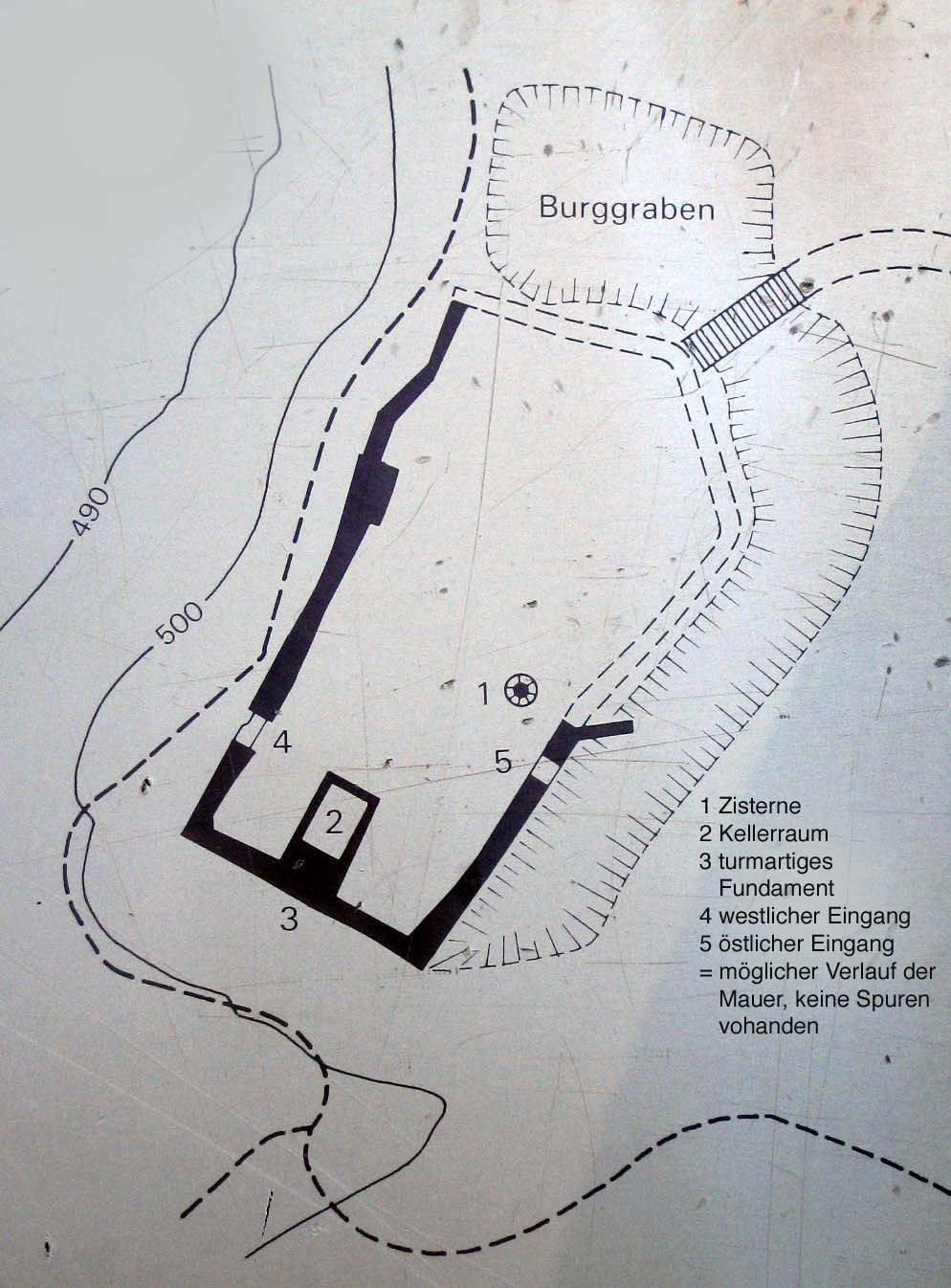
Übersichtsplan
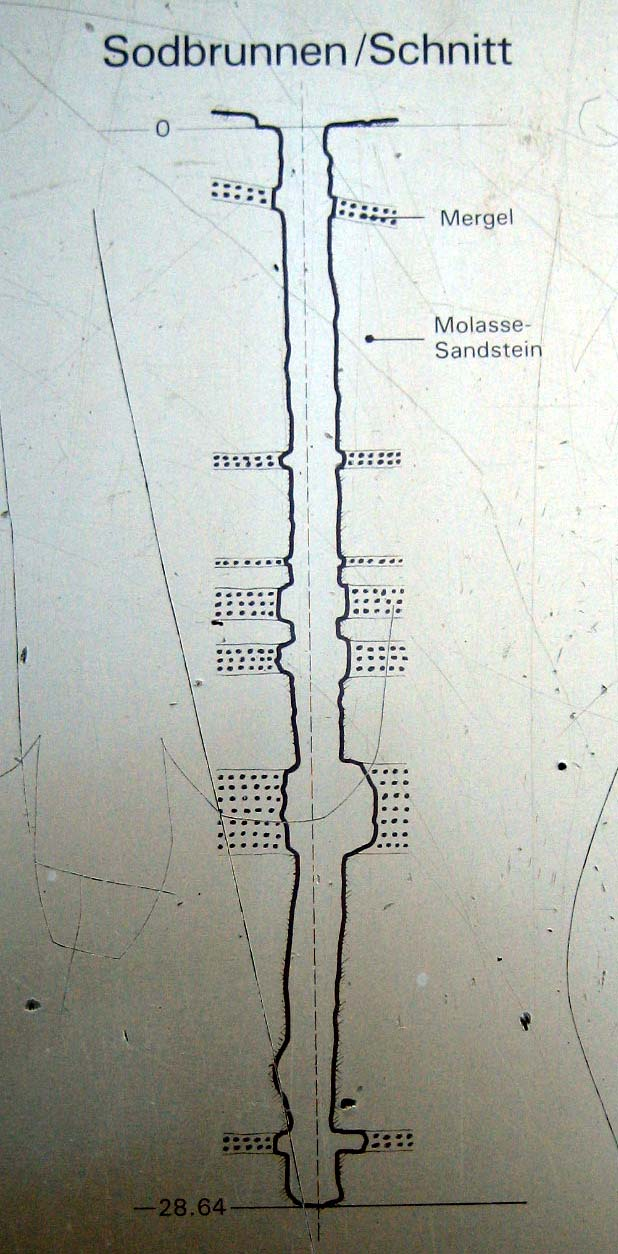
Querschnitt durch den Sodbrunnen